# Turritriton gibbosus
Turritriton gibbosus is een slakkensoort uit de familie van de Ranellidae. De wetenschappelijke naam van de soort is voor het eerst geldig gepubliceerd in 1833 door Broderip.